# Lichtspiel / Kinemathek Bern
Das Lichtspiel / Kinemathek Bern ist eine Kinemathek in Bern.
Im Frühsommer 2000 übernahm der Verein Lichtspiel die Nutzung der bedrohten kinematographischen Sammlung des 1998 verstorbenen Berner Kinotechnikers Walter A. Ritschard. Darauf aufbauend, entstand eine regionale Kinemathek. Seit 2006 ist das Lichtspiel Mitglied der Fédération Internationale des Archives du Film (FIAF).

## Geschichte

### Sammlung Walter Ritschard
Der Berner Kinotechniker Walter A. Ritschard (1922–1998) hinterliess eine immense und vor allem unsortierte Sammlung an historisch wertvollem Material zur Geschichte der Kinematographie: „Ritschard war ein Besessener, der sein Leben dem Kino verschrieben hatte. Schon als Jugendlicher organisierte er unter dem Titel 'Cinéma Hardy' Filmprojektionen im privaten Rahmen.“ Der Nachlass von Ritschard umfasst neben über 100 Projektoren auch 500 Filmrollen sowie zahlreiches fachspezifisches Papiermaterial und bildet die Basis der heutigen Sammlungen des Lichtspiels.

### Aufbau einer regionalen Kinemathek
Das Lichtspiel sieht seine Aufgabe darin, Filme und anderes kinematographisches Material vor dem Zerfall, der Vernichtung und dem Vergessen zu retten. Materialien werden aufgearbeitet, fachgerecht konserviert und der Öffentlichkeit zugänglich gemacht.

### Neuorientierung im Filmhaus Bern
Seit 2012 ist das Lichtspiel ein Teil des Filmhauses Bern und dadurch noch mehr eine Schnittstelle zwischen Filmpraxis und Museum.

### Publikumswirksamer Umzug
Am 9. September 2012 konnten unter Mitwirkung zahlreicher Freiwilliger ein grosser Teil der historischen Projektoren von Hand an den neuen Standort gezügelt werden.

## Programm

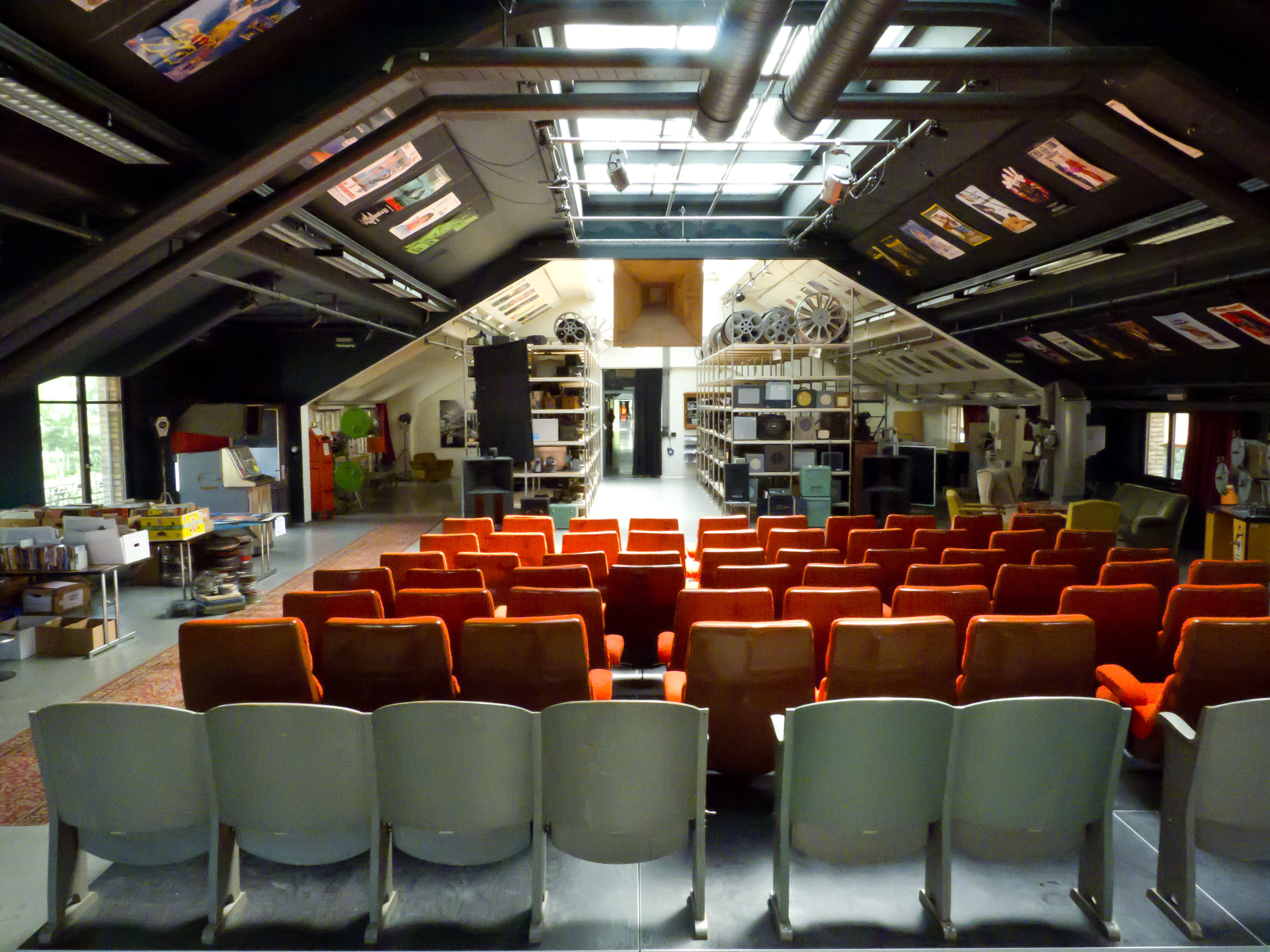
Vorführsaal und Filmprojektoren (2012)

Seit der Eröffnung des Lichtspiels werden jeden Sonntagabend – ohne jeglichen Unterbruch – zwei Filmrollen mit kurzen Filmen aus dem Archiv zusammengestellt und ermöglichen einen Einblick in die Filmsammlung der Kinemathek. Im Sommer 2025 wurde die 1300ste Vorstellung erreicht. Im Weiteren finden thematische Filmzyklen und Retrospektiven statt. Im Zuge der Integration ins Filmhaus Bern zeigt das Lichtspiel unter dem Titel „Berner Rolle“ regelmässig Filme von regionalen Filmkünstlern.

## Archiv- und Sammlungstätigkeit

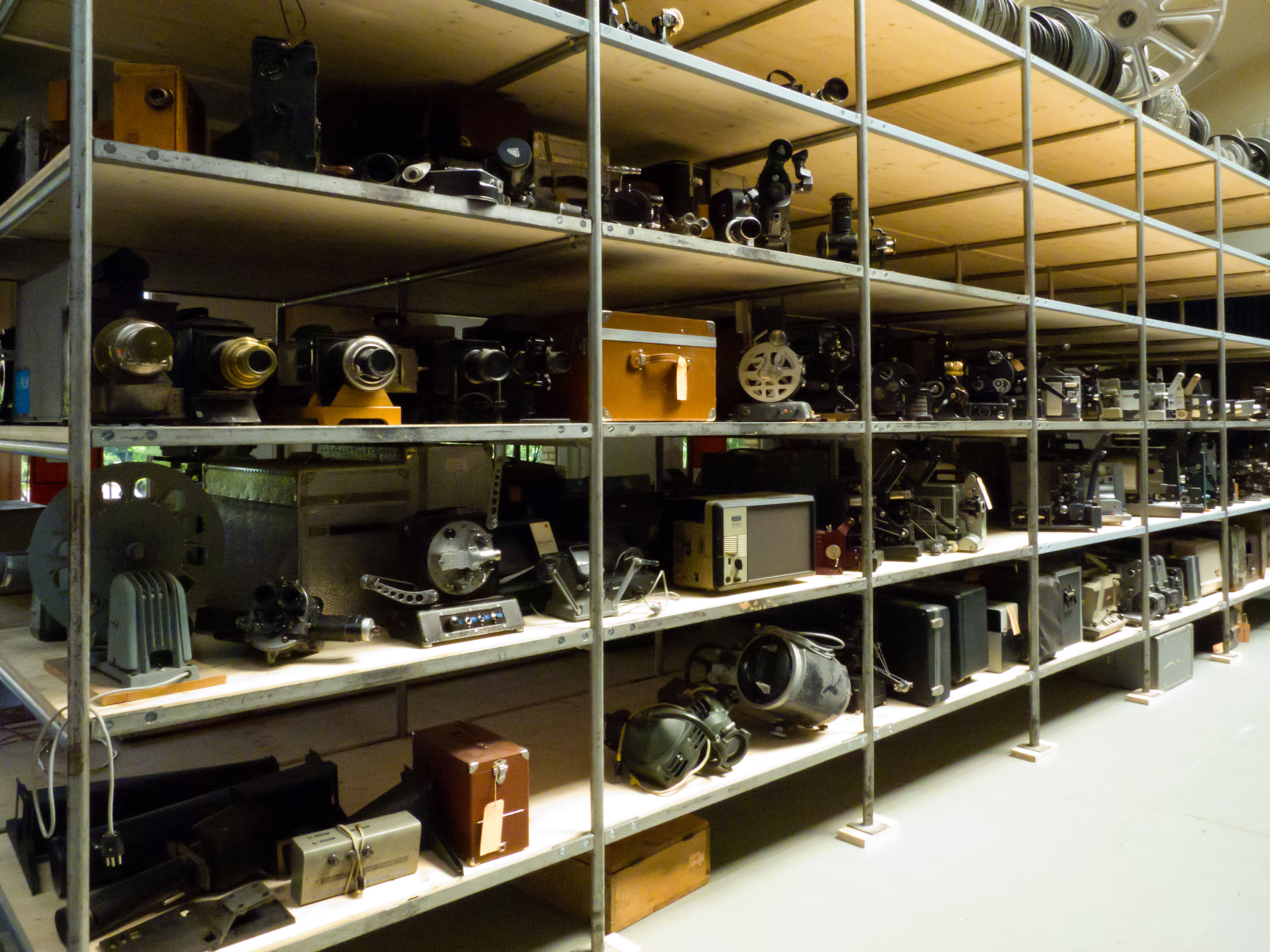
Ein Teil der Sammlung von Kleinprojektoren

Die Sammlungen setzen sich aus diversen Depositen von Filmemachern sowie privaten Sammlungsbeständen und zahlreichen Nachlässen unterschiedlichster Persönlichkeiten zusammen.
Das Filmarchiv umfasst zurzeit ca. 15'000 Filmrollen. Der Schwerpunkt der Sammlung liegt auf regionalen Amateur-, Dokumentar- und Unterrichtsfilmen. Ausserdem befindet sich eine grosse Auswahl an Scopitones und Zeichentrickfilmen im Kühlraum.
Die Bibliothek beherbergt, neben diverser Literatur zum Film, insbesondere zahlreiche Schweizer Filmzeitschriften. Darüber hinaus liegt ein Schwerpunkt der Sammlung auf Literatur zur Filmtechnik, vor allem bezüglich der Projektions- und Kameratechnik.
Das Archiv ist Teil des Schweizerischen Inventars der Kulturgüter von nationaler und regionaler Bedeutung aufgeführt in der A-Liste der Kulturgüter im Berner Mattenhof-Weissenbühl Quartier unter der KGS-Nr. 8488.

## Ehrungen
2022 wurde das Lichtspiel von den Solothurner Filmtagen mit dem "Prix d’honneur" geehrt. Stellvertretend für das Team von Angestellten und Ehrenamtlichen ging die Ehrung an den Leiter David Landolf und die stellvertretende Leiterin Judith Hofstetter.
2025 würdigte die Stiftung Erbprozent Kultur das Lichtspiel für "die sorgsame und sachkundige Pflege sowie für die vielfãltige und generationenübergreifende Vermittlung des filmischen Kulturerbes."